# Said Ali Kemal
Said Ali Kemal (geb. 1938 in Moroni, französische Colonie de Madagascar et dépendances; gest. 13. September 2020 ebendort) war ein Politiker in den Komoren. Er war der Sohn von Prinz Saïd Ibrahim Ben Ali und Enkel von Sultan Said Ali bin Said Omar von Grande Comore. Fahmi Saïd Ibrahim ist sein Bruder.

## Leben

### Jugend und Ausbildung
Kemal erhielt ein Koranstudium in den Komoren und besuchte dann Universitäten in Madagaskar und in Frankreich, wo er einen Abschluss an der École nationale de la France d’Outre-Mer und am Institut für Human- und Sozialwissenschaften erwarb. Er machte eine Ausbildung als Journalist und begann 1969 für das Office de Radiodiffusion Télévision Française in den Komoren zu arbeiten.
Als Journalist arbeitete er in den Komoren, auf Réunion, in Dschibuti und Frankreich. Kemal war einer der ersten Afrikaner, der Nachrichten auf einem französischen Fernsehsender präsentierte. In Dschibuti musste er über den Konflikt zwischen den Afar und den Issas berichten. Er war einer der Gründungsmitglieder der Association des Stagiaires et Étudiants comoriens (ASEC, Vereinigung der Referendare und Studenten der Komoren) in Frankreich. Er war von 1966 bis 1969 Präsident der Vereinigung, welche die Kultur der Komoren bekannt machen wollte und Stipendien für Studenten der Komoren vergab.

### Karriere
1978 bat Ahmed Abdallah, der Präsident der Komoren, Kemal als der erste Botschafter der Komoren in Frankreich anzutreten, aufgrund seiner Frankophilie und seiner persönlichen Qualitäten. Abdallah hielt Kemal für den besten Kandidaten um die komorisch-französischen Beziehungen aufzubauen, die seit der Unabhängigkeit der Komoren unrettbar waren. Zwei Jahre später trat Kemal zurück, aus Frustration über die diktatorischen Tendenzen der Politiker in seinem Heimatland.
Nach Abdallahs Tod war Kemal Kandidat für die Präsidentschaftswahlen. Er kam mit 13,74 % der Stimmen auf den dritten Platz hinter Mohamed Taki Abdoulkarim und Said Mohamed Djohar. Er beteiligte sich kurzzeitig an Djohars Regierung, trat aber bald zurück, weil er mit der Art der Parteiführung nicht zurechtkam.
Nach dem Staatsstreich gegen Präsident Djohar, übernahm das Militär die Macht und bat Kemal und Taki, die Regierung als exekutive Führer des Landes zu übernehmen. Kemal diente drei Tage lang als Interimspräsident der Komoren, vom 2. Oktober bis zum 5. Oktober 1995, bevor die Französischen Streitkräfte intervenierten. Präsident Taki versuchte dann noch eine Zwei-Parteien-Verfassung zu erschaffen, aber Kemal verließ erneut nach einer Meinungsverschiedenheit die Regierung.
Nach der separatistischen Krise in Anjouan 1997 rief Kemal zu nationaler Einigkeit auf und zum Respekt gegenüber territorialer Integrität und verurteilte das militärische Eingreifen auf der Insel durch Präsident Taki. Takis plötzlicher Tod verstärkte die Krise, zumal Colonel Azali Assoumani unfähig war zu vermitteln.
Kemal war ein starker Kritiker von Verfassungsentwürfen, die zu einer Balkanisierung der Komoren geführt hätten. Er schlug vor, eine Verfassungsgebende Versammlung einzuberufen und Änderungen an der Verfassung von 1978 vorzunehmen, so dass die einzelnen Inseln mehr Autonomie erhalten würden.
2004 wurde Kemal für den Wahlkreis Bambao mit 64 % der Stimmen in die Unionsversammlung gewählt. 2009 kritisierte er, dass Präsident Ahmed Abdallah Mohamed Sambi erneut amtierte und forderte, dass der nächste Präsident von Mohéli kommen solle. 2011 wurde eine Übereinkunft erreicht und Ikililou Dhoinine von Mohéli, wurde Präsident. Kemal kritisierte mit seiner Partei Shuma jedoch den autoritären und geschäftsmäßigen Führungsstil von Präsident Dhoinine und dessen Machtmissbrauch, speziell seine Tendenz zum Nepotismus.

## Tod
In seinen letzten Jahren zog sich Said Ali Kemal aus der Politik zurück. Er starb am 13. September 2020 in Moroni und wurde noch am selben Tag  neben seinem Vater in Iconi beigesetzt.

## Ehrungen
- Großmeister des Ordre de l’Étoile de Grande Comore
- Grand Officier der Ehrenlegion